# Parlamento Inútil
O Parlamento Inútil foi o primeiro parlamento da Inglaterra do reinado de Carlos I, reunindo-se apenas de junho a agosto de 1625. Ganhou esse nome porque não fazia negócios significativos, tornando-o "inútil" do ponto de vista do rei. O parlamento foi transferido para Oxford no dia 1 de agosto e foi dissolvido em 12 de agosto, tendo ofendido o rei.